# Papirioides
Genre
Papirioides est un genre de collemboles de la famille des Dicyrtomidae.

## Liste des espèces
Selon Checklist of the Collembola of the World (version du 15 août 2019) :
- Papirioides aequituberculatus Stach, 1965
- Papirioides caishihiensis Wu & Chen, 1996
- Papirioides dubius (Folsom, 1932)
- Papirioides jacobsoni Folsom, 1924
- Papirioides kauaiensis (Snider, 1990)
- Papirioides mirabilis (Denis, 1929)
- Papirioides serratus (Snider, 1990)
- Papirioides suzhouensis (Guo & Chen, 1996)
- Papirioides tonsori (Greenslade, 1994)
- Papirioides uenoi Uchida, 1957
- Papirioides yunnanus Itoh & Zhao, 1993
- Papirioides zhejiangensis Li, Chen & Li, 2007

## Publication originale
- Folsom, 1924 : East Indian Collembola. Bulletin of the Museum of Comparative Zoology, no 65, p. 505-517.